# Davidhawksworthia
Davidhawksworthia is een geslacht van schimmels uit de familie Dermateaceae. De typesoort is Davidhawksworthia ilicicola. Het geslacht is vernoemd naar David Hawksworth.

## Soorten
Volgens Index Fungorum telt het geslacht twee soorten (peildatum februari 2023):
| Soortnaam                    | Auteur(s) | Publicatiejaar |
| ---------------------------- | --------- | -------------- |
| Davidhawksworthia ilicicola  | Crous     | 2016           |
| Davidhawksworthia quintiniae | Crous     | 2020           |